# Acompañamiento de apoyo (psicoterapia)

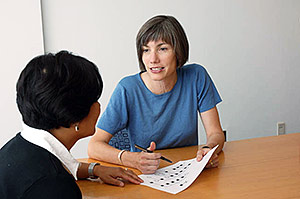
El relacionamiento de apoyo psicológico con frecuencia se realiza a través de entrevistas presenciales.

El acompañamiento de apoyo en psicoterapia, designa el acompañamiento psicológico, profesional o no, por lo general implementado bajo forma de entrevistas presenciales (entrevistas cara a cara) o de simples charlas, de personas en situación de desamparo moral y/o de perturbación psicológica o desequilibrio emocional, que de una forma u otra piden y/o aceptan ayuda; este acompañamiento de apoyo con frecuencia es incluido dentro de lo que se llama « relacionamiento personal médico/sanitario - paciente » o « relacionamiento técnico - paciente ». En el marco de los enfoques de la psicoterapia, los principios de la señalada relación de ayuda principalmente siguen los trabajos de Carl Rogers y de Abraham Maslow desarrollados en la segunda mitad del siglo XX.
Nótese que al aplicar un enfoque paliativo que pretende ser integral, es el paciente el que debe situarse en el centro de un dispositivo alrededor del cual pueden llegar a participar un número a veces elevado de especialistas, técnicos, y acompañantes, cuyos respectivos roles deberían estar interrelacionados y coordinados entre sí. Pluridisciplinariedad e interdisciplinariedad son entonces indispensables en cuanto al enfoque de los cuidados paliativos, y por tanto alrededor del paciente podrían situarse tanto médicos de medicina general como médicos especialistas, así como enfermeros, kisioterapeutas, asistentes sociales, psicólogos y psiquiatras, acompañantes de apoyo con formación en psicoterapia, acompañantes benévolos con o sin formación religiosa, ergoterapeutas, ortofonistas, acupunturistas, etc.

## Historia
El acompañamiento de ayuda psicoterapeuta tal como es definida hoy día, tiene sus antecedentes en la actividad a principios del siglo XX, del consejo de pastores de ciertas iglesias protestantes en Estados Unidos, sobre la base de los primeros trabajos realizados en materia de psicoanálisis. En efecto, en 1925, el Dr Richard Cabot publicó un artículo en el Survey Graphic, sugiriendo que los candidatos aspirantes a desempeñarse como pastores, recibían una formación similar a la ofrecida por la escuela de medicina.
En los años 1930, Anton Boisen desarrolló un programa que se orientaba en este mismo sentido. Y en 1963 fue fundada la American Association of Pastoral Counselors, con la finalidad de proporcionar una formación certificada a los pastores acompañantes.

## Definiciones

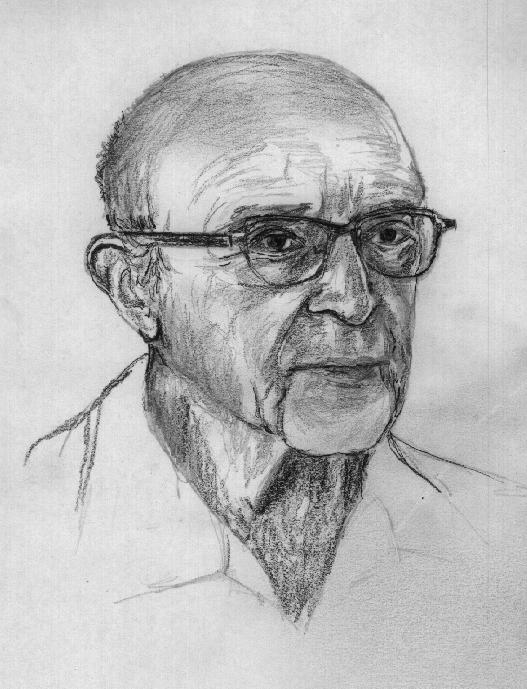
Carl Rogers

En materia de cuidados paliativos, el acompañamiento de apoyo es generalmente definido como « la capacidad que puede tener una persona para llevar o inducir a un paciente en dificultades, a que él mismo movilice sus propios recursos internos y de entorno a efectos de mejor poder sobrellevar una situación ». A partir de los trabajos de Carl Rogers en 1942, la noción de relacionamiento de apoyo se basa en efecto en una visión optimista en relación con la posibilidad de ayudar a una persona en dificultades, de forma de inducirla e impulsarla a que ella misma « movilice sus propias potencialidades y reservas », en prioridad frente a la posibilidad de imponer al paciente soluciones desde el exterior :

Cita: « Les personnes ont en elles de vastes ressources pour se comprendre et changer de manière constructive leur façon d’être et de se comporter. Ces ressources deviennent disponibles et se réalisent au mieux dans une relation définissable par certaines qualités. […] C’est une relation permissive, structurée de manière précise, qui permet au client d'acquérir une compréhension de lui-même à un degré qui le rend capable de progresser à la lumière de sa nouvelle orientation. »
Traducción de la cita: « Las personas tienen en sí mismas variadas posibilidades para comprenderse y para cambiar de manera constructiva su propia razón de ser y de comportarse. Estos recursos pasan a estar disponibles y mejor se realizan cuando se potencian ciertas cualidades del propio sujeto. […] De lo que se trata es de desarrollar una relación permisiva, estructurada de manera precisa, que permite al paciente adquirir una comprensión de sí mismo a un grado tal que le vuelve capaz de progresar por sí solo a la luz de esta nueva orientación. »

Las expresiones « acompañamiento de apoyo » o « relacionamiento de apoyo » o « alianza terapéutica » o « alianza de trabajo » (en francés: « relation d'aide » ; en inglés: « therapeutic relationship o helping alliance o therapeutic alliance o working alliance ») hoy día están principalmente vinculadas a los principios enunciados por Carl R. Rogers.

## Acompañamiento terapéutico en distintas problemáticas
El Acompañamiento terapéutico es una práctica clínico-asistencial que suele tener lugar en el contexto comunitario y domiciliario de la persona atendida. Puede emplearse en diferentes problemáticas tales como trastornos, síndrome y/o enfermedad. Es común denominador pensar que estos términos son sinónimos.

## Acompañamiento de apoyo en el enfoque centrado en la persona (cliente), de Carl Rogers
El acompañamiento de ayuda se verá favorecido por siete u ocho diferentes actitudes o cualidades del acompañamiento, en opinión de Carl Rogers :
- Presencia (acompañar, compartir y estar con el paciente) ;
- Escucha activa (dejar que el paciente se exprese, sin interrumpirlo en demasía, sin presionarlo ni apurarlo, lo que requiere que el facilitador tenga buena disponibilidad de tiempo) ;
- Aceptación (el facilitador debe tener una posición abierta y de interés respecto de la experiencia del paciente) ;
- Respeto por encima de todo (el acompañante o facilitador de apoyo debe inspirar confianza y respeto en todos los sentidos, tomándose muy en serio su labor de apoyo) ;
- Empatía (profundo sentimiento de comprensión y solidaridad del facilitador o acompañante de apoyo hacia el paciente) ;
- Autenticidad (el acompañante debe mostrarse a sí mismo tal cual es, con sus luces y sus sombras, con sus cualidades y sus defectos, con sus seguridades y sus dudas) ;
- Congruencia (el acompañante o facilitador debe lograr adecuación y congruencia entre lo que piensa, lo que siente, lo que dice, lo que hace, llevando ello incluso al comportamiento no verbal, y creando así armonía y compatibilidad entre sus emociones, sus pensamientos, sus opiniones, y sus acciones) ;
- No juzgamiento (el facilitador en lo personal no debe juzgar al paciente, y si él ha cometido o comete errores, en todo caso con mucha prudencia debe crear las condiciones para que el propio paciente se dé cuenta de ello y decida cambiar).

El relacionamiento de ayuda según Carl Rogers es "una relación permisiva, estructurada de manera precisa, que posibilita al paciente adquirir comprensión sobre sí mismo, a un grado tal que le permita progresar a la luz de este nuevo enfoque".

## «Persona» vs «Paciente» vs «Cliente»
La elección del término adecuado para designar a quien recibe el acompañamiento y los cuidados no es una elección trivial o arbitraria.
"Psicoterapia centrada en el cliente" es el nombre de una psicoterapia enmarcada en la psicología humanista. Y precisamente Carl Rogers prefería llamar «cliente» y no «paciente» a quienes consultaban, porque paciente naturalmente evoca dependencia, pasividad, y resignación, y esa no era la visión que tenía dicho erudito sobre lo que debía ser un ser humano. Con frecuencia Rogers hablaba de "enfoque centrado en el cliente", porque pensaba que enfoque era un término más adecuado y general, con más matices filosóficos, lo que permitiría enmarcar con quien consultaba una consecuente psicoterapia y comprensión sobre los intercambios interpersonales que tendrían lugar durante el proceso psicoterapéutico.
En varios aspectos Carl Rogers coincidía con Sigmund Freud, pero en otros aspectos difería.
Rogers es reconocido por un enfoque en donde el cliente tiene un papel más directo en la terapia, y el terapeuta está en segundo plano. Por el contrario Freud es mejor conocido por su trabajo en el inconsciente humano, y por tratar al ser humano casi como si en él lo patológico y lo anormal fuera la norma.
Freud opinaba que si fuera socialmente aceptable y no existieran muchas trabas externas, en lo básico la gente guiaría su vida de forma egoísta, violenta e incestuosa, pues se perseguiría el placer de forma completa y ciega, y a cualquier precio. Según Freud, la naturaleza humana primordialmente se maneja por instintos sexuales. Rogers por el contrario, si bien admite que en ciertas circunstancias la naturaleza humana tiene una tendencia hacia la agresividad y la violencia, opina que en el ser humano es inherente el deseo de autoactualización positiva, como refuerzo positivo y apreciación de la sociedad. Según este enfoque, las personas son positivas por naturaleza, y desarrollarán estas características si reciben el respeto y el apoyo necesarios; Acompañar es promover y facilitar, es crear las condiciones adecuadas para que la persona involucrada acceda a sus propios recursos desde el aquí y el ahora.

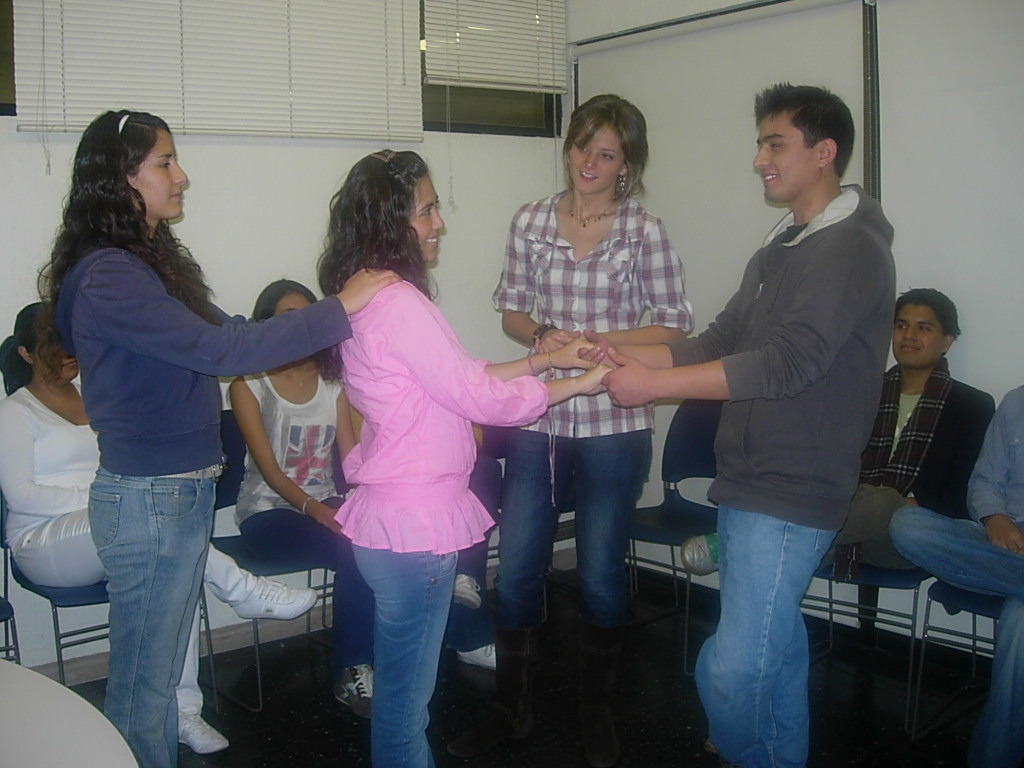
Un grupo de encuentro.

Las experiencias terapéuticas, de consejería y orientación, desde la perspectiva rogeriana, en líneas generales presuponía el trato con personas normales, que ocasionalmente se enfrentaban a problemas externos o que por ejemplo sufrían desequilibrios emocionales. Y esta concepción es susceptible de ser aplicada en diversas áreas tales como la clínica, la educación, las relaciones de pareja, la ludoterapia, la dinámica de grupos (los famosos grupos de encuentro), etc, cubriendo un amplio espectro de edades, desde niños de dos años hasta ancianos. Y probablemente esto es posible, porque el enfoque no directivo o centrado en el cliente, además de ser una técnica aplicable a tal o cual problema, constituye una concepción del ser humano y de las relaciones interpersonales, que trascienden los límites del consultorio para conformar una teoría sobre el "buen vivir", esto es, sobre el "vivir plenamente, en constante superación, con apertura a todas las experiencias, sin miedo, con capacidad de elección y de responsabilizarse por lo elegido".

## Acompañamiento psicológico y atención profesional
El acompañamiento de apoyo con enfoque holístico designa el proceso por el cual un enfermero por ejemplo va a asumir el rol de apoyo de una persona en dificultades, con el fin de ayudarla a sobreponerse a una crisis. En Francia, el marco reglamentario de esta relación de ayuda está contemplado en el Código de la Salud Pública, libro III Auxiliares médicos, profesión de enfermero, capítulo 1 "Actos profesionales", así como también en el decreto n° 2004-802 del 29 de julio de 2004, artículos R.4311-5 y R.4311-6, secciones « Entrevista de acogida en la que se privilegiará la escucha atenta de la persona, con orientación complementaria si fuera necesario » (R.4311-5 / 40° « Entretien d'accueil privilégiant l'écoute de la personne avec orientation si nécessaire »), « Ayuda y apoyo psicológico » (R.4311-5 / 41° « Aide et soutien psychologique »), y « Actividades con finalidad socioterapéutica, de tipo individual o en grupo » (R4311-6 / 2° « Activités à visée sociothérapeutique individuelle ou de groupe »).

## Acompañamiento psicológico y trabajo social
La práctica del acompañamiento de apoyo por parte de los trabajadores sociales está en parte controvertida, pero para ciertos autores la misma es « una competencia de tipo relacional » necesaria en el contexto social contemporáneo. Para Michel Boutanquoi, el acompañamiento de apoyo depende de cuatro componentes (cuatro representaciones o imágenes mentales) :
- La representación de sí mismo y de su ocupación u oficio.
- La representación en general del contexto social.
- La representación del objeto de una acción, así como de la eventual desviación o inadaptación.
- La representación del objeto o forma de intervención.

En su obra sobre el acompañamiento de apoyo en cuanto al trabajo social, Joëlle Garbarini estableció cinco tipologías específicas en cuanto al marco social : (1) ayuda-relevo (en francés: aide-relais), (2) ayuda-acompañamiento (en francés: aide-accompagnement), (3) ayuda-guía (en francés: aide-guide), (4) ayuda-apoyo (en francés: aide-soutien), (5) ayuda-interpretación (en francés: aide-interprétation).

## Otras formas de acompañamiento psicológico

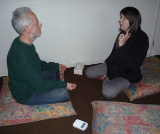
Entrevista CCI en donde es el cliente el que está a cargo de la sesión.

Cada una de las principales corrientes de la psicoterapia propone sus métodos específicos en relación con la ayuda y al acompañamiento, los que según los casos se encuentran más en concordancia o más alejados de las recomendaciones y los principios enumerados por Carl Rogers :
- Las psicoterapias psicoanalíticas específicamente proponen la cura psicoanalítica y el psicodrama analítico individual ;
- Las terapias cognitivo-conductuales son más partidarias del análisis funcional seguida de una entrevista directiva ;
- Por su parte, las terapias sistémicas y la Escuela de Palo Alto también tienen sus especificidades ;
- Las terapias humanistas, y entre ellas, la psicoterapia centrada en el cliente,[37] la terapia Gestalt, el análisis transaccional, la programación neurolingüística.

Según las legislaciones específicas de cada país, el título de psico-terapeuta está o no particularmente reglamentado.

## Acompañamiento psicológico, cuidados paliativos, y voluntariado
Una de las particularidades que pueden llegar a tener los cuidados paliativos, es la participación del voluntariado. En Francia por ejemplo, se cuentan varias asociaciones sin fines de lucro que tienen este objetivo, la mayoría de las cuales están reagrupadas en la UNASP (Union Nationale des Associations pour le développement de Soins Palliatifs) o en la Fédération JALMALV (Jusqu'A La Mort Accompagner La Vie). Estos movimientos asociativos-sociales con frecuencia se han creado impulsados por la toma de conciencia de profesionales de la salud en relación con la importancia y necesidad de implementar cuidados paliativos y acompañamientos de apoyo al menos en ciertos casos.
Lo que motiva el voluntariado sobre todo es una dimensión relacional. El voluntario se hace presente frente al paciente, está disponible, y está dispuesto a escuchar, tanto a quien está padeciendo algún desequilibrio emocional, como a quien está luchando contra una enfermedad grave con posibilidad de muerte. Obviamente el voluntario no reemplaza ni a los familiares y próximos del paciente, ni a los médicos y técnicos que puedan estar interviniendo. El acompañante voluntario es un testigo, un ser humano que simplemente expresa su solidaridad con otro ser humano en dificultades, respetando las diferencias y particularidades, y acompañado del deseo y la confianza en algún tipo de mejoría del que está sufriendo.
La escucha paciente, interesada y respetuosa del que sufre, está en el centro del involucramiento del voluntariado de compañía, y en algunos casos ello también está relacionado con los llamados "grupos de ayuda".

## Acompañamiento psicológico y espiritualidad

### Acompañamiento psicológico y teología práctica: la «cura del alma»
La cura del alma es un concepto de teología práctica, que consiste en una conversación de determinadas características con un predicador. Theodor Harnack y Eduard Thurneysen definen la cura del alma como se indica a continuación :

Cita: Exercer sur l'individu une activité et une influence spirituelle édifiante.
Traducción de la cita: Ejercer sobre el individuo una actividad y una influencia espiritual edificante.

Cita: Conversation avec un prédicateur, à l'occasion d'événements heureux ou malheureux dans lesquels une exhortation personnelle est soit indispensable soit attendue.
Traducción de la cita: Conversación con un predicador, en oportunidad de la ocurrencia de eventos felices o desdichados, para los que una exhortación personal es, o bien indispensable o bien esperada.

Al principio, la noción de psicología estaba totalmente ausente de este concepto teológico. Pero hacia el fin del siglo XIX y principios del siglo XX, se introdujo en el psicoanálisis. Pero a partir de entonces, los pastores notaron que en muchas situaciones, la psicología moderna era preferida a la teológica cura del alma. El concepto teológico por cierto continúa existiendo, principalmente bajo la nueva denominación de « diálogo pastoral », aunque con cierta tendencia a querer distinguir y separar el enfoque de la psicología, del señalado « diálogo pastoral » considerado como una « antropología bíblica al servicio del creyente ».

### Acompañamiento psicológico en las corrientes New Age
Los métodos de desarrollo personal en la cultura New Age hace intervenir la noción de relacionamiento de apoyo de diversas maneras. Jacques Salomé por ejemplo, en su obra sobre el sujeto, lo define de la siguiente manera.

Definición "Relacionamiento de apoyo": Situation dans laquelle l'un des participants cherche à favoriser l'éclosion et la mise en œuvre, chez l'une ou l'autre partie, des ressources latentes internes ainsi qu'une plus grande possibilité d'expression et un meilleur usage de ces ressources.
Traducción de la definición: Situación en la que uno de los participantes busca favorecer en el otro, la eclosión y la puesta en marcha de sus recursos latentes internos, así como una mejor posibilidad de expresión (oral y/o escrita) y un mejor uso de sus potencialidades.

Pero el New Age tiene una orientación característica propia, ya que propicia « olvidarse de los pensamientos analíticos del hemisferio cerebral izquierdo » a efectos de más bien favorecer las emociones « expresadas a través del propio cuerpo y a través de gritos, llantos, y/o risas ». El relacionamiento de ayuda y de apoyo reposa así algo menos en las entrevistas y en el análisis, y algo más en la convicción de que es necesario y conveniente experimentar sensaciones nuevas. En ciertos casos el chamán, el gurú, o el curandero, toman el lugar del pastor y del psicólogo en este aspecto.

## Métodos de acompañamiento psicológico

### Grupo de apoyo
Un grupo de apoyo o grupo de ayuda es una práctica psicoterapeútica que consiste en realizar reuniones regulares donde asisten pacientes y orientadores, y donde se debate y opina sobre ciertos temas (generalmente definidos de antemano), con la finalidad de hacer aflorar conflictos personales, traumas, sufrimientos, etc, y eventualmente también desarrollando reflexiones o recomendaciones sobre la forma de resolver o atemperar esas problemáticas.

### Entrevistas
Existen tres tipos de entrevistas en cuanto al relacionamiento de ayuda :
- La entrevista directiva ;
- La entrevista no directiva ;
- La entrevista semi directiva.

#### La entrevista directiva
Consiste en diálogos precisos y breves, con el objetivo de una acción rápida sobre el problema evocado. El profesional entonces es considerado un consejero, y por lo general las opiniones del paciente no son muy tenidas en cuenta.

#### La entrevista no directiva
Se desarrolla bajo la forma de una discusión o intercambio no controlado ni planificado. El profesional fundamentalmente escucha, e incita al paciente a encontrar sus propias respuestas.

#### La entrevista semidirectiva
El diálogo y las preguntas planteadas son más precisos, pero en todo momento el paciente es invitado a complementar y/o aclarar sus respuestas.

#### Escuelas de recuperación
Debido a que los jóvenes pasan la mayor parte de su tiempo en la escuela, se han desarrollado las “escuelas de recuperación”, que son programas educativos orientados a ayudar a los jóvenes a recuperarse de trastornos por consumo de sustancias. Estos programas se dividen en las RHS (Recovery High Schools), que otorgan diplomas de secundaria y ofrecen una gama de servicios terapéuticos; y las CRC (Collegiate Recovery Communities), que ofrecen servicios de apoyo terapéutico y de abstinencia en los campus universitarios.
Una revisión sistemática de un estudio, realizado con una muestra de 194 estudiantes de secundaria en Estados Unidos, examinó los efectos de las escuelas de recuperación. Los resultados indican que las RHS pueden reducir el ausentismo de estudiantes de secundaria, el consumo de marihuana y otras drogas, y aumentar la abstinencia. Asimismo, no existe evidencia acerca de la efectividad de las CRC. Sin embargo, ante la escasa evidencia, y el riesgo grave de sesgo en el único estudio incluido en la revisión, no se pueden extraer conclusiones sólidas. Por ende, es necesario realizar evaluaciones rigurosas adicionales que examinen los efectos de estos programas.